# 権藤悠
権藤 悠（ごんどう ゆたか、1989年 - ）は、日本の実業家、作家。株式会社キーメッセージ創業者・代表取締役社長。広島県出身。慶應義塾大学理工学部情報工学科卒業。ベンチャー三田会幹事。

## 略歴・人物
- 広島県廿日市市出身。広島学院高等学校卒業後、1年間の大学受験浪人生活を経て、慶應義塾大学理工学部情報工学科に入学。2013年卒業。
- 2013年にソフトウェア開発企業に入社し約4年間人事、新規事業開発、ミャンマー支社設立を経験。その後、株式会社ZUUで人事企画を務めた後、デロイト トーマツ コンサルティングにて経営コンサルタントを務め組織人事領域のDX支援業務に従事。
- 2022年、株式会社キーメッセージを創業、同社代表取締役社長に就任。大手企業からスタートアップへの経営コンサルティング事業や営業代行事業、M&A支援事業を手掛ける。
- 父方の先祖は宮崎城城主の権藤種盛、母方の先祖は宝田院(広島県福山市)を開いた、藤原鎌足、源義朝の血筋を引く明光や陸軍大将の田中静壱。

## 著書
- 『「解像度が高い人」がすべてを手に入れる 「仕事ができる人」になる思考力クイズ51問』2024年、SBクリエイティブ